# De vijf gouden banden
De vijf gouden banden is een boek in het fantasy-genre van Jack Vance. Oorspronkelijke titel The five gold bands, 1950. In het Nederlands verschenen in een vertaling van Ivain Rodriguez de Leon in 1976.

## Het verhaal
Ooit deed Langtry bij toeval een uitvinding die leidde tot het ontwerp van een ruimstuwer, waarmee alle ruimteschepen van de bekende werelden zijn uitgerust. Om de vinding voor zijn nageslacht veilig te stellen verdeelt hij die informatie over zijn vijf zonen, die later emigreerden naar vijf andere werelden en vanaf die tijd hun monopolie met alle middelen bewaakten. Langtry’s nazaten gaan jaarlijks in conclaaf om de productiequota voor het volgende jaar te bepalen.
Paddy Blackthorn, talenkenner, paardenfokker en avonturier, wordt betrapt bij een poging om de geheimen van de ruimtestuwer te bemachtigen. Vanwege zijn talenkennis komt hij echter terecht bij het conclaaf van de vijf zonen. Hierbij gaat het vreselijke mis, maar Paddy weet essentiële informatie met betrekking tot de bouw van de ruimtestuwer, ondergebracht op de armbanden van de vijf nazaten, veilig te stellen. Samen met de aardse agente Fay Bursill onderneemt hij een poging om alle stukjes van de puzzel bij elkaar te krijgen en zo de ruimtestuwer voor de Aarde te behouden.